# ソルテア
座標: 北緯53度50分14秒 西経1度47分25秒 / 北緯53.83717度 西経1.79026度
ソルテア (Saltaire) は、イングランドのウェスト・ヨークシャー州シティ・オブ・ブラッドフォードにあるヴィクトリア時代のモデル村である。エア川とリーズ・リヴァプール運河 (Leeds and Liverpool Canal) の流域にある。この町はユネスコの世界遺産登録物件であると同時に、ヨーロッパ産業遺産の道のアンカーポイントの一つでもある。

## 歴史
ソルテアは開明的な資本家サー・タイタス・ソルトによって1853年に建設された。ソルテア (Saltaire) という町の名前は、ソルト (Salt) とエア川 (Aire) を組み合わせたものである。彼はブラッドフォードで5つの工場を経営していたが、それを全てこの地に移転・集約させた。その目的には、労働者たちの処遇を向上させることや、運河や鉄道による地の利を活かして巨大な繊維工場を作ることが含まれていた。彼は建築業者として、ブラッドフォードのロックウッド・モーソン社 (Lockwood and Mawson) を雇った。
ソルトはブラッドフォードのスラムよりもずっと上質で小綺麗な石造家屋を労働者たちのために建て、水道のある洗濯所、学校、教会、集会所などの生活にかかせない施設はもちろん、書館や読書室、コンサートホール、撞球室、科学的な研究室、スポーツジムなどを備えた娯楽・教育施設も建て、施設救貧院、村民向けの菜園、公園、ボートハウスなどを整備した。1872年から1873年にかけて欧米諸国を歴訪した岩倉使節団は、1872年10月25日にソルテアを訪問している。

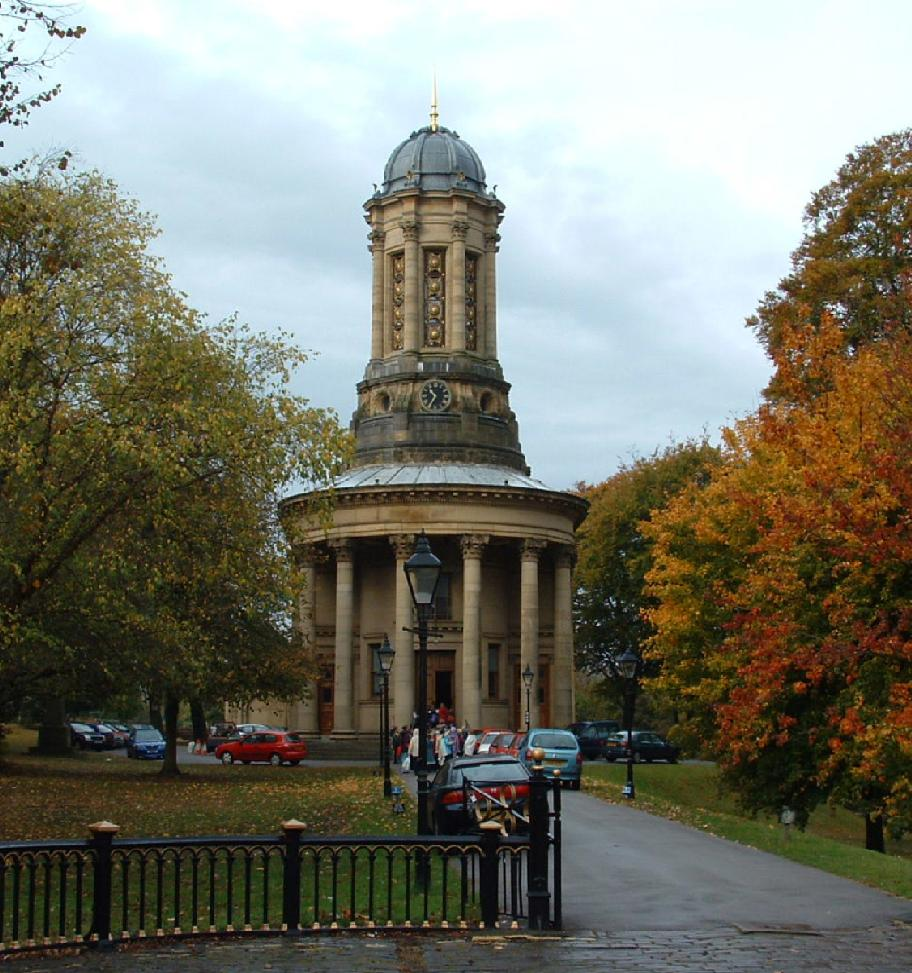
会衆派教会 (1856 - 59)

タイタス・ソルトは1876年に歿し、会衆派教会に付設された霊廟に葬られた。さらにソルトの息子も亡くなると、村はパートナーシップに引き継がれた。そのパートナーシップには、ハワース出身で12歳から村の工場で働いていたジェイムズ・ロバーツ (James Roberts) も含まれていた。彼は毎年ロシアに行き、ロシア語に堪能であった。彼はソルテアを保有することになったが、ロシアに過剰に投資していたため、ロシア革命で損害を蒙った。また、彼はリーズ大学にロシア講座を寄贈した。彼はT・S・エリオットの詩『荒地』 (The Waste Land) でも言及されており、没後、イーストサセックス州のフェアライト (Fairlight) に埋葬された。

## 今日のソルテア
2001年12月にソルテアはユネスコの世界遺産に登録された。これは政府がソルテアの保全の義務を負ったということを意味する。村はかつての姿を十全に保ってはいるが、エア川の渓谷は東西交通の要路であることから、交通量の多さによって傷んでいる部分が散見される。また、蛮行によって荒らされた公園の修復が必要な状態でもある。
村の建造物群は個別にイギリス指定建造物 (listed buildings) に登録されており、特に会衆派教会の教会堂は保護レベルが最高（グレード1）になっている。ソルテア自体も当然、保全地域 (Conservation Area) である。
かつて娯楽・教育施設であった建物は「ヴィクトリア・ホール」と改称され、ヴィクトリア朝リード・オルガン博物館 (Victorian Reed Organ Museum) がホール内に開設されているほか、集会、コンサートなどに使われている。
ソルテア・フェスティヴァル (en:Saltaire Festival) も開催されている。これはもともとソルテア開村150周年を記念して2003年に開かれたものであるが、翌年以降も毎年9月に11日間行われている。

## バイパス案
ソルテアは他の世界遺産物件などと同じく、世界遺産としての空間的コンテクストを守るために、周辺に緩衝地域（バッファー・ゾーン）が設定されている。しかし、この緩衝地域を通るバイパスの計画がブラッドフォード議会とアクション・エアデイル (Action Airedale) から発表された。あわせてソルテアの村自身に似つかわしくないトンネルを掘ることも発表された。ミルからの見晴らしの範囲内で、トンネルに敷設された鉄道が走り、会衆派教会の裏手から出てくることになるのである。そして、鉄道はリーズ・リヴァプール運河を並走し、保全地域に大きな影響を与える可能性が高い。計画されているルートは、古い半自然の森林庭園やナブ・ウッド墓地の森林庭園にも影響を及ぼすことになる。

## 今日のソルツ・ミル
ソルツ・ミル (Salts Mill) は1986年に操業を停止し、翌年に複合施設として生まれ変わった。現在は商業、レジャー、居住用などが組み合わさっている。メインの建物に入っているのは以下のものである。
- 1853ギャラリー (The 1853 Gallery)
いくつもの大部屋に、ソルテア生まれの芸術家デイヴィッド・ホックニーの絵画、図面、フォトモンタージュ、舞台セットなどが展示されている。
- エレクトロニクス会社のペイス・マイクロ・テクノロジー社 (Pace Micro Technology) を含む製造業者
- 様々な店舗
2006年には書店、宝石店、アンティークショップ、紳士服店、自転車屋などがあった。また、アルヴァ・アールトやフィリップ・スタルクが手がけた品物を扱う家庭用品店などもあった。
- レストランや喫茶店

運河をはさんだ向かい側には、地元の国民健康サービス (National Health Service Trusts) の事務所と居住区画に分かれている「新工場」 (The "New Mill") がある。

## ギャラリー

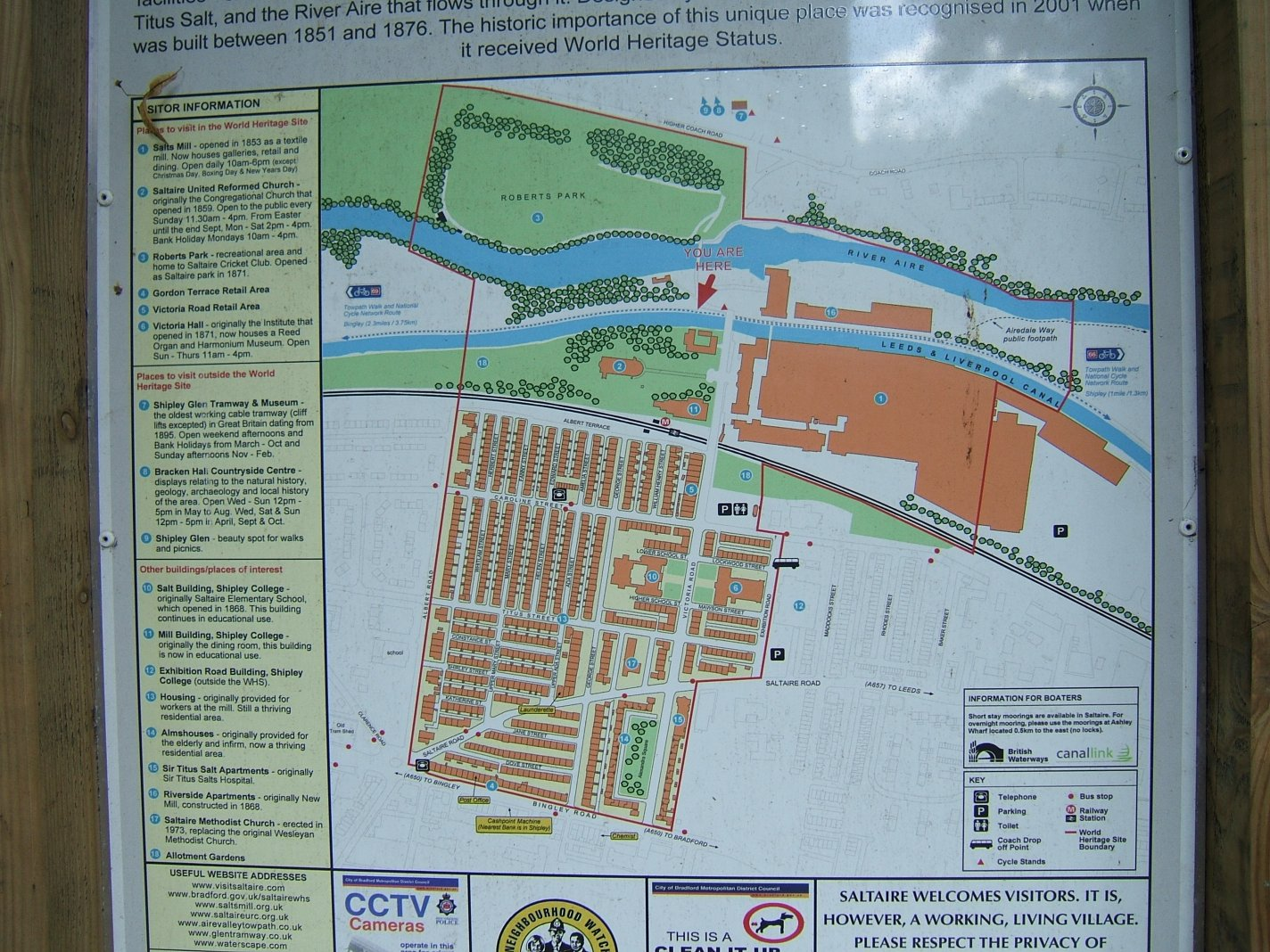
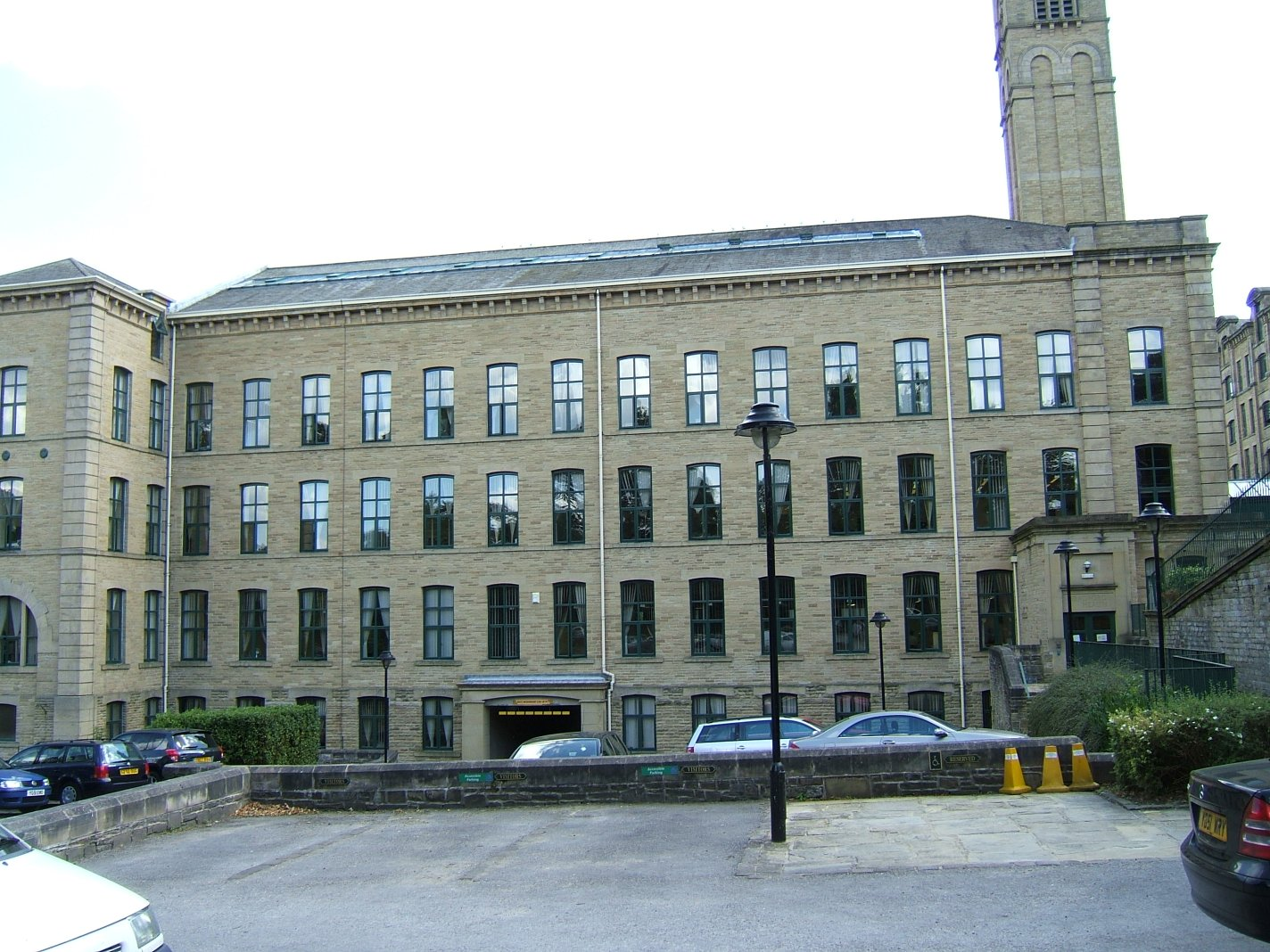
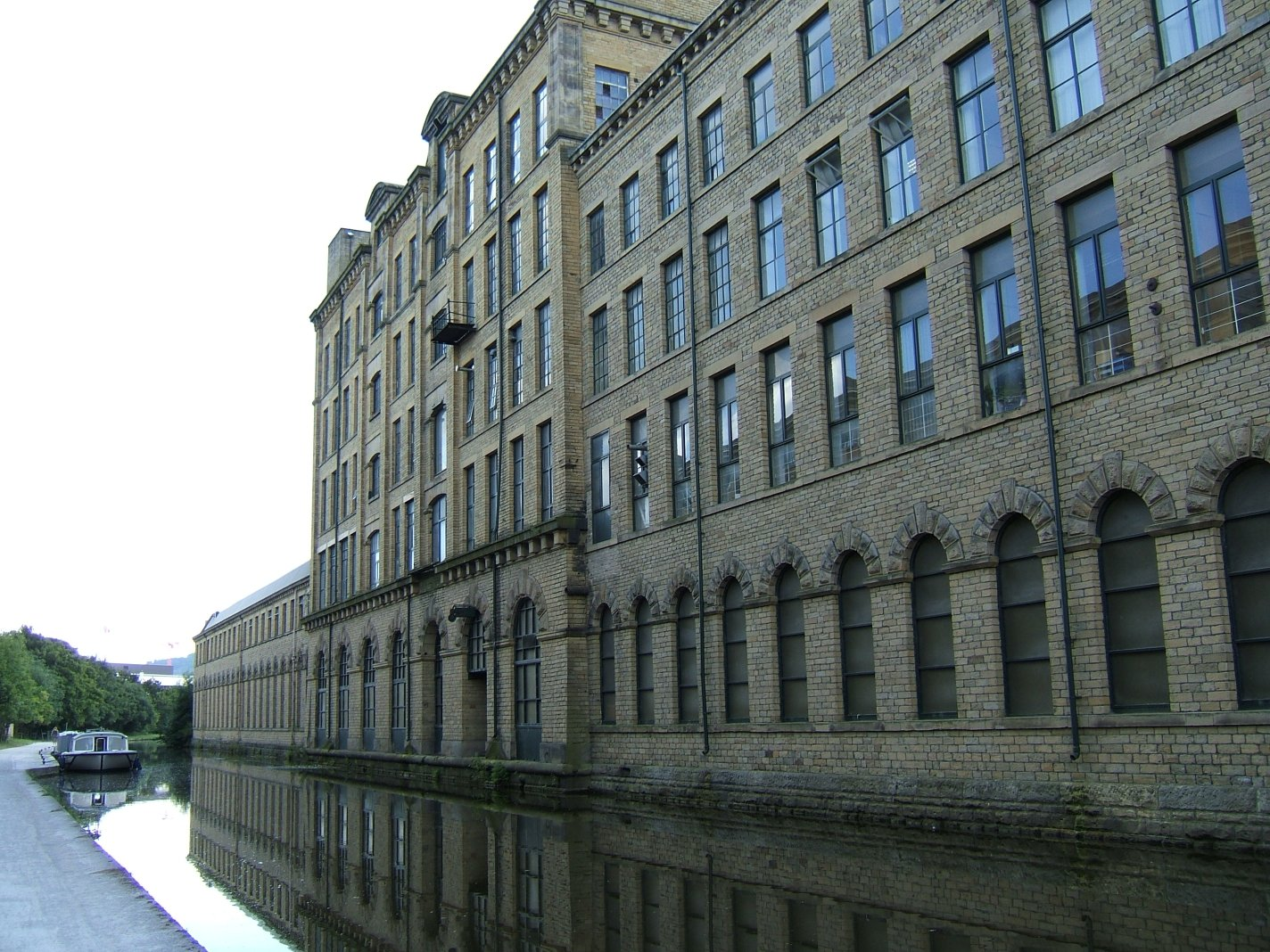
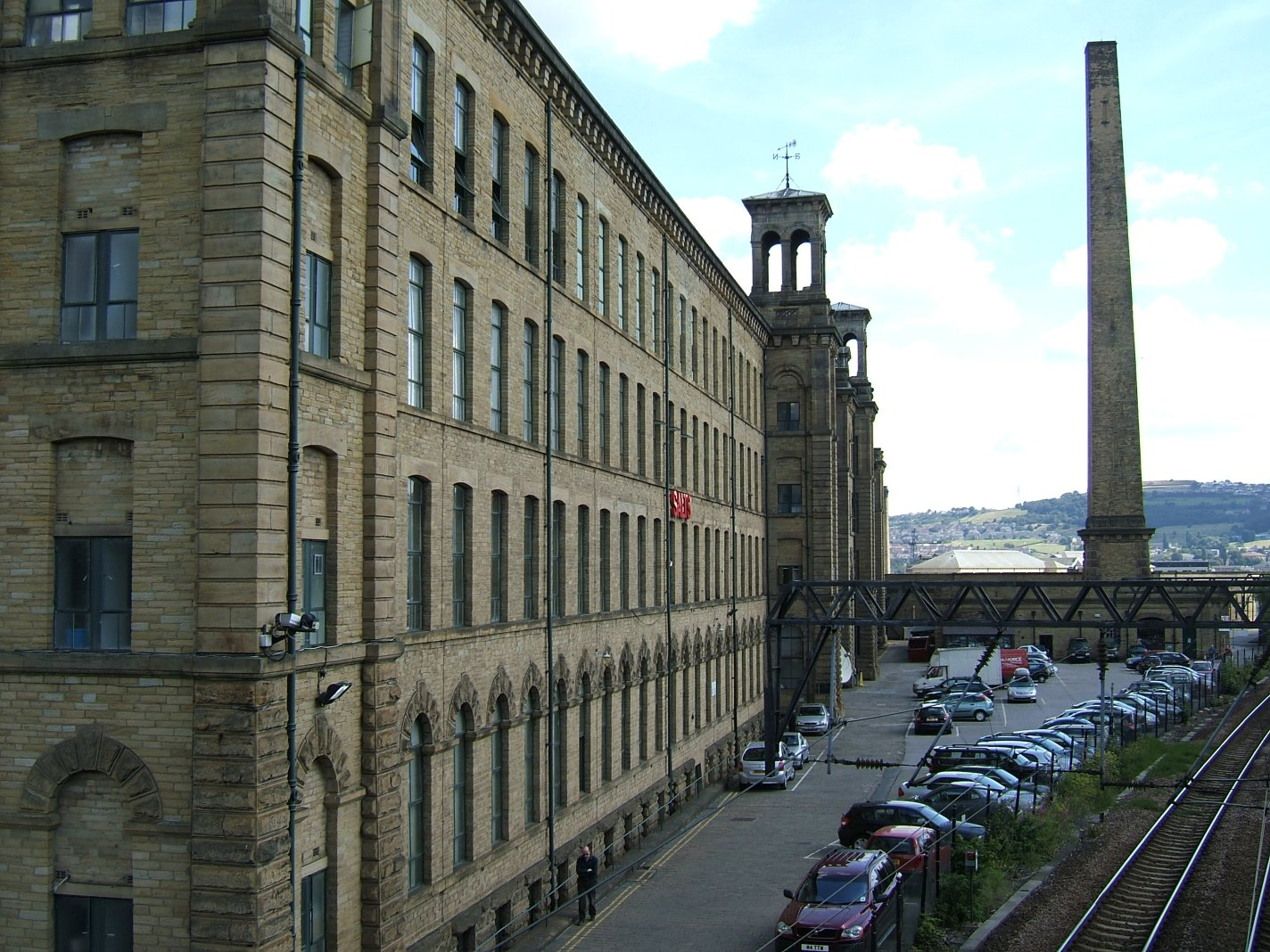
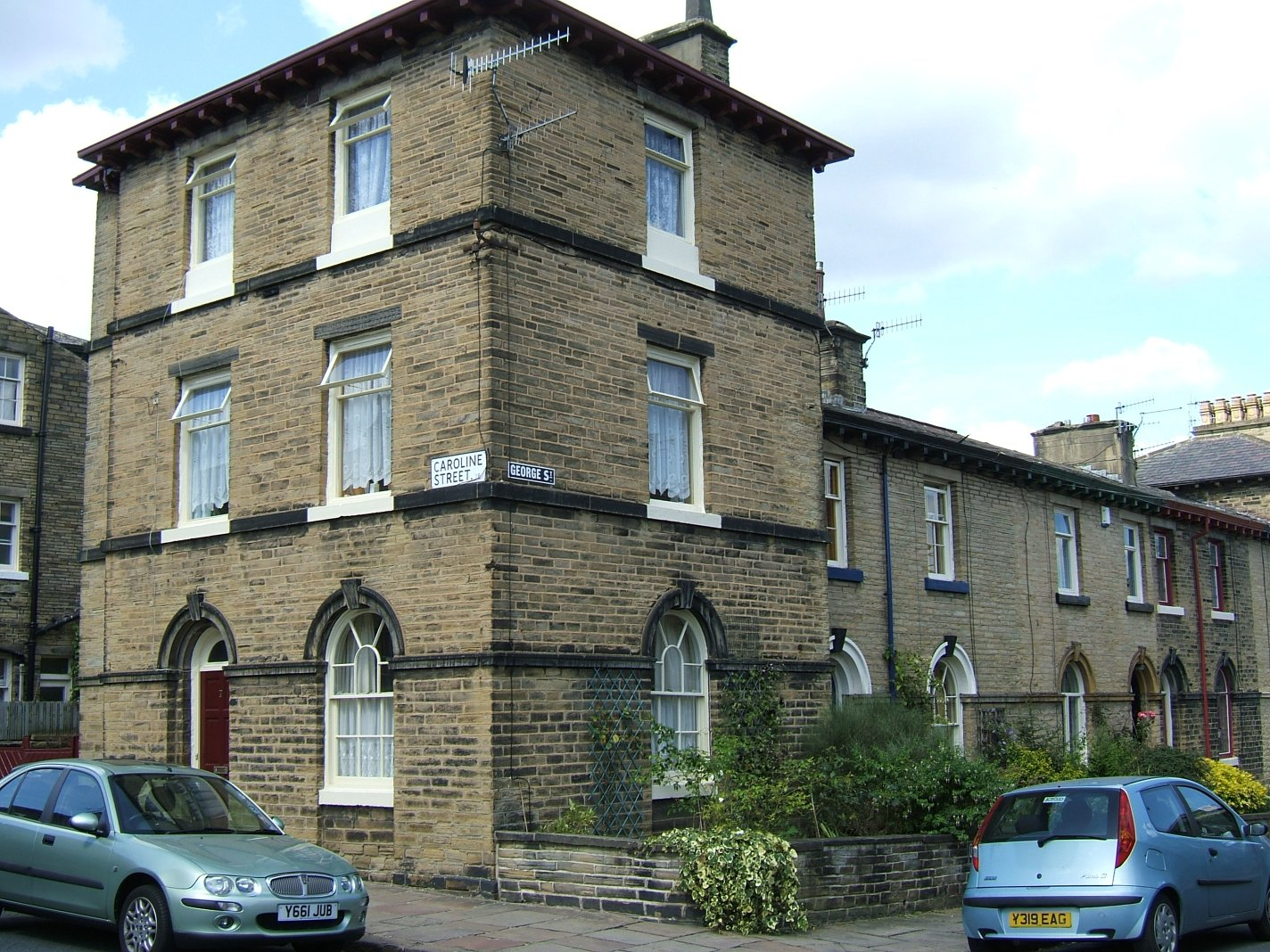
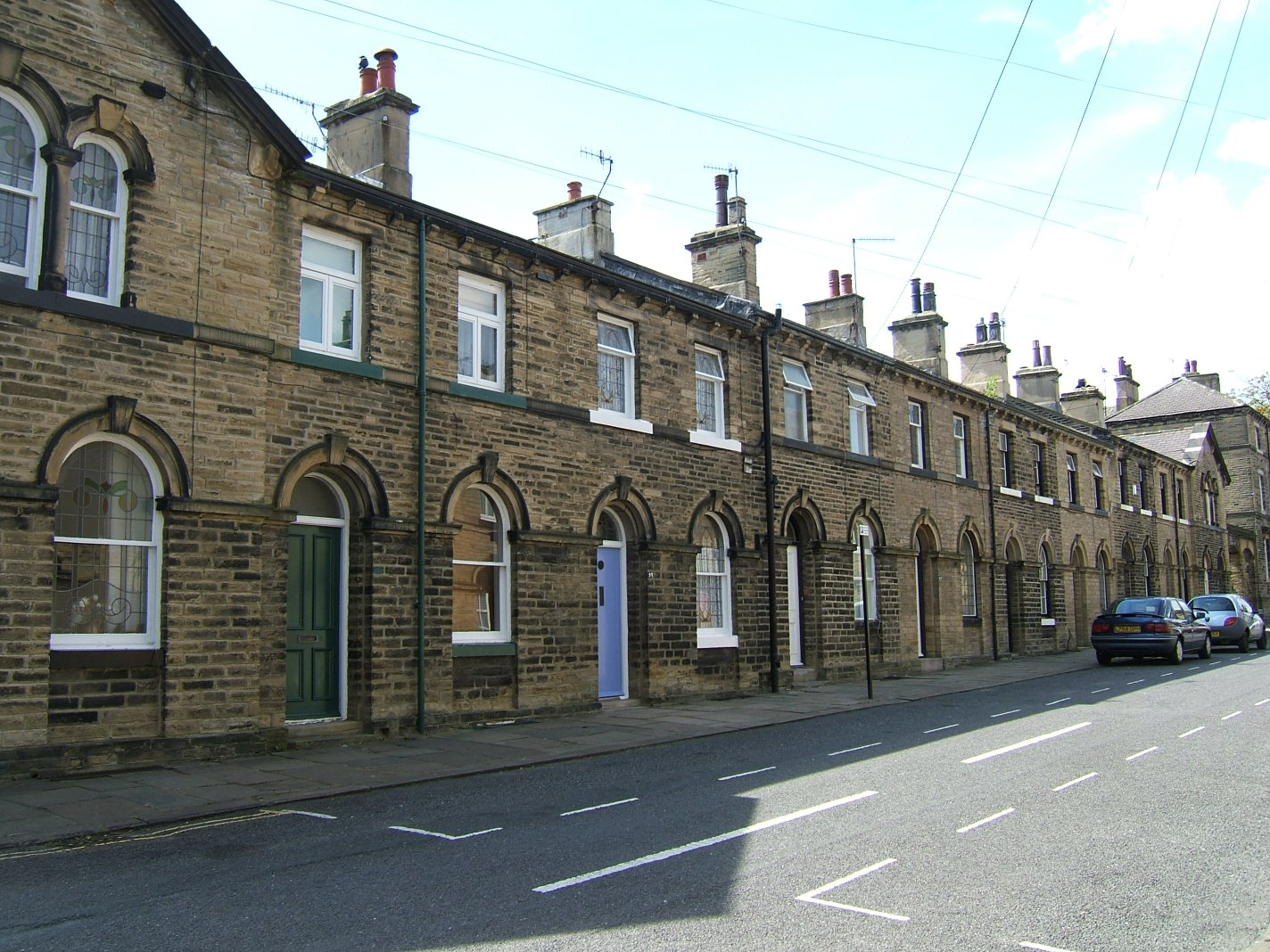

## 登録基準
この世界遺産は世界遺産登録基準のうち、以下の条件を満たし、登録された（以下の基準は世界遺産センター公表の登録基準からの翻訳、引用である）。
- (2) ある期間を通じてまたはある文化圏において、建築、技術、記念碑的芸術、都市計画、景観デザインの発展に関し、人類の価値の重要な交流を示すもの。
- (4) 人類の歴史上重要な時代を例証する建築様式、建築物群、技術の集積または景観の優れた例。